# لغة دزونكا
دزونكا (རྫོང་ ཁ་) هي لغة صينية تبتية يتحدث بها أكثر من نصف مليون شخص في بوتان؛ وهي اللغة الرسمية والوطنية الوحيدة في البلاد. تستخدم في كتابتها الأبجدية التبتية.
كلمة دزونكا تعني «لغة القصر». دزونغ تعني «قصر» وكا تعني لغة. حسب تعداد عام 2013، بلغ عدد متحدثي اللغة 171,080 متحدثًا أصليًا وحوالي 640,000 متحدثًا بالمجموع.